# Kai Schrameyer
Kai Schrameyer, né le 10 janvier 1968 à Bonn est un joueur professionnel de tennis fauteuil.
Il est triple médaillé paralympique et notamment médaillé d'argent à Barcelone, échouant de peu en finale contre l'Américain Randy Snow. En 1993, il atteint la première place mondiale et est sacré en fin d'année champion du monde ITF.
Il a remporté le Masters en simple en 1997 contre Stephen Welch ainsi que le double en 2002 avec ce dernier.

## Biographie
Joueur de tennis junior, il perd l'usage de ses jambes à 15 ans à cause d'un cancer. Il est diplômé de l'Université du Michigan en 1988. Il a commencé sa carrière en tant que joueur de basket-ball avec l'équipe nationale d'Allemagne puis est devenu joueur de tennis après avoir participé à un tournoi à Genève en 1990.
En 2000, il obtient un Masters de sport et d'administration à l'Université d'État de Géorgie. Il a ensuite travaillé pour Coca-Cola dans le cadre des opérations de marketing pour les Jeux olympiques de 2006 et de 2010. Depuis cette date, il est entraîneur national de tennis fauteuil chez Tennis Canada.

## Palmarès

### Jeux paralympiques
- médaillé d'argent en simple messieurs en 1992
- médaillé de bronze en double messieurs en 1992 avec Stefan Bitterauf
- médaillé de bronze en simple messieurs en 2000

### Tournois majeurs
- US Open :
  - Finaliste en simple en 1997
  - Vainqueur en double en 1999 et 2002
- Open de France :
  - Vainqueur en simple en 1993
- British Open :
  - Vainqueur en double en 1999
- Swiss Open :
  - Vainqueur en simple en 1993 et 1996